# Acanthochitona burghardtae
Acanthochitona burghardtae is een keverslakkensoort uit de familie van de Acanthochitonidae. De wetenschappelijke naam van de soort is voor het eerst geldig gepubliceerd in 2000 door Clark.